# Lueckelia
Lueckelia là một chi thực vật có hoa trong họ Lan.